# 鈴源織物
鈴源織物有限会社（すずげんおりもの）は、山形県米沢市に本社を置く、絹織物（米沢織）製造卸部門、および和小物製造販売部門、体験受入部門を持つ繊維会社である。1933年（昭和8年）に初代鈴木源之助が創業し、80年以上にわたって米沢織伝統の技を継承する。

## 概要
絹織物製造部門では、天然素材（絹糸）を活用し、日本の民族衣装である殿方衣装（着物、袴、角帯、羽織等）から婦人衣装（着物、帯、羽織等）、風呂敷や和装小物になる織物を製造している。
和小物製造販売及び、体験受入は本社併設の織絵夢人館（おりえんとかん）で行われる。

## 企業沿革
| 年       | 沿革                               |
| -------- | ---------------------------------- |
| 昭和8年  | 初代鈴木源之助、現在地にて創業開始 |
| 昭和26年 | 鈴源織物有限会社設立               |
| 昭和38年 | 「鈴源織」を登録ブランドとする     |
| 昭和57年 | 二代目社長鈴木博就任               |
| 昭和62年 | 「米沢友禅」着手                   |
| 平成元年 | 小売り部門設立                     |
| 平成3年  | 米沢織織元の店織絵夢人館 開店      |